# Sírany
Sírany (sulfáty) jsou soli odvozené od kyseliny sírové, které vznikly náhradou obou jejích kyselých vodíků. V případě, že by byl nahrazen pouze jeden vodík, vznikly by hydrogensírany (hydrogensulfáty). Obecný vzorec síranu se skládá z kationtu kovu, příp. větší skupiny, jako je amonný kationt a síranového aniontu SO 2−
4 .

## Vlastnosti
Sírany jsou krystalické látky, které jsou v bezvodném stavu bezbarvé či bílé, ale hydráty mohou mít jiné barvy, např.: síran měďnatý, síran železnatý, síran barnatý, síran nikelnatý a jiné. Sírany jsou zpravidla dobře rozpustné ve vodě, výjimky jsou CaSO4 síran vápenatý, SrSO4 síran strontnatý, BaSO4 síran barnatý, HgSO4 síran rtuťnatý, PbSO4 síran olovnatý a síran stříbrnatý AgSO4.

## Výroba
Výroba síranů „neušlechtilých“ kovů je velice jednoduchá, stačí jednoduše rozpouštět dané kovy v kyselině sírové. Zejména alkalické kovy jsou velice reaktivní, a tato reakce by byla vysoce exotermní, proto se používají hydroxidy těchto kovů, vznikající jejich reakcí s vodou.

2Na + 2H2O → 2NaOH + H2

2NaOH + H2SO4 → Na2SO4 + 2H2O

Laboratorně lze použít i jiné sloučeniny, například uhličitany a použít kyselinu sírovou.

Na2CO3+ H2SO4 → Na2SO4 + H2O + CO2

Výroba síranů „ušlechtilých“ kovů je o hodně složitější, jelikož zejména měď nereaguje s kyselinou sírovou.

Laboratorně lze použít peroxid vodíku či kyselinu dusičnou smíchané s kyselinou sírovou, což umožní vznik síranů.

Reakce při použití peroxidu vodíku H2O2:

H2O2 + H2SO4 → SO4−II + H2O

SO4−II + Cu → CuSO4

Reakce při použití kyseliny dusičné HNO3:

Cu + 2 HNO3 → Cu+II + 2 H2O + 2 NO2

Cu+II + H2SO4 → CuSO4 + 2H+

Průmyslově se však využívá elektrolýzy, kde elektrolytem je kyselina sírová a elektrody jsou z mědi. U kladné elektrody vzniká síran měďnatý a u záporné vodík. Vzniklý síran měďnatý klesá ke dnu, avšak při vysoké koncentraci, když už v roztoku není mnoho kyseliny sírové dochází k elektrolýze síranu měďnatého, takže na záporné elektrodě již nevzniká vodík, ale měď.
Použijeme-li však koncentrovanou kyselinu sírovou (98%), reakce s mědí bude probíhat sama podle rovnice:
Cu + 2H2SO4 → CuSO4 + 2H2O + SO2
K reakci dojde, jelikož se každá druhá molekula kyseliny sírové rozpadne, podobně jako kyselina dusičná, měď přemění na kladně nabitý iont, a molekula kyseliny sírové s tímto iontem zreaguje.

## Použití síranů
| Síran                    | Použití                                         | Výskyt                                                         |
| vápenatý                 | Ve stavebnictví jako sádra                      | V přírodě se vyskytuje v sádrovci a anhydritu                  |
| barnatý                  | Výroba barya                                    | V přírodě se vyskytuje v barytu                                |
| hořečnatý (epsomská sůl) | Jako projímadlo, do koupelí a na výrobu hořčíku | Je obsažen v mořích a minerálních vodách                       |
| měďnatý (modrý vitriol)  | Jako dezinfekce                                 | V přírodě se vyskytuje jako modrá skalice, ale vyrábí se uměle |
| amonný, sodný, draselný  | Jako hnojivo                                    | Vyskytuje se, ale vyrábí se uměle                              |
| zinečnatý                | Elektrolyt na pozinkování, úpravy dřeva aj.     | Vyrábí se uměle                                                |

## Výskyt
Sírany se vyskytují v některých nerostech, například již zmíněné sádrovec, anhydrit a baryt, ale i například v kamencích. Kamence jsou taktéž sírany, avšak mají 2 různé kationty. Vznikají společnou krystalizací daných dvou síranů, kupříkladu síran draselný a síran hlinitý vytvoří kamenec (chemicky jej stále můžeme nazývat síranem) draselno-hlinitý. Kamence zpravidla bývají hydráty, tedy do své molekuly rády vážou i molekuly vody. Zde jsou příklady jednotlivých kamenců:

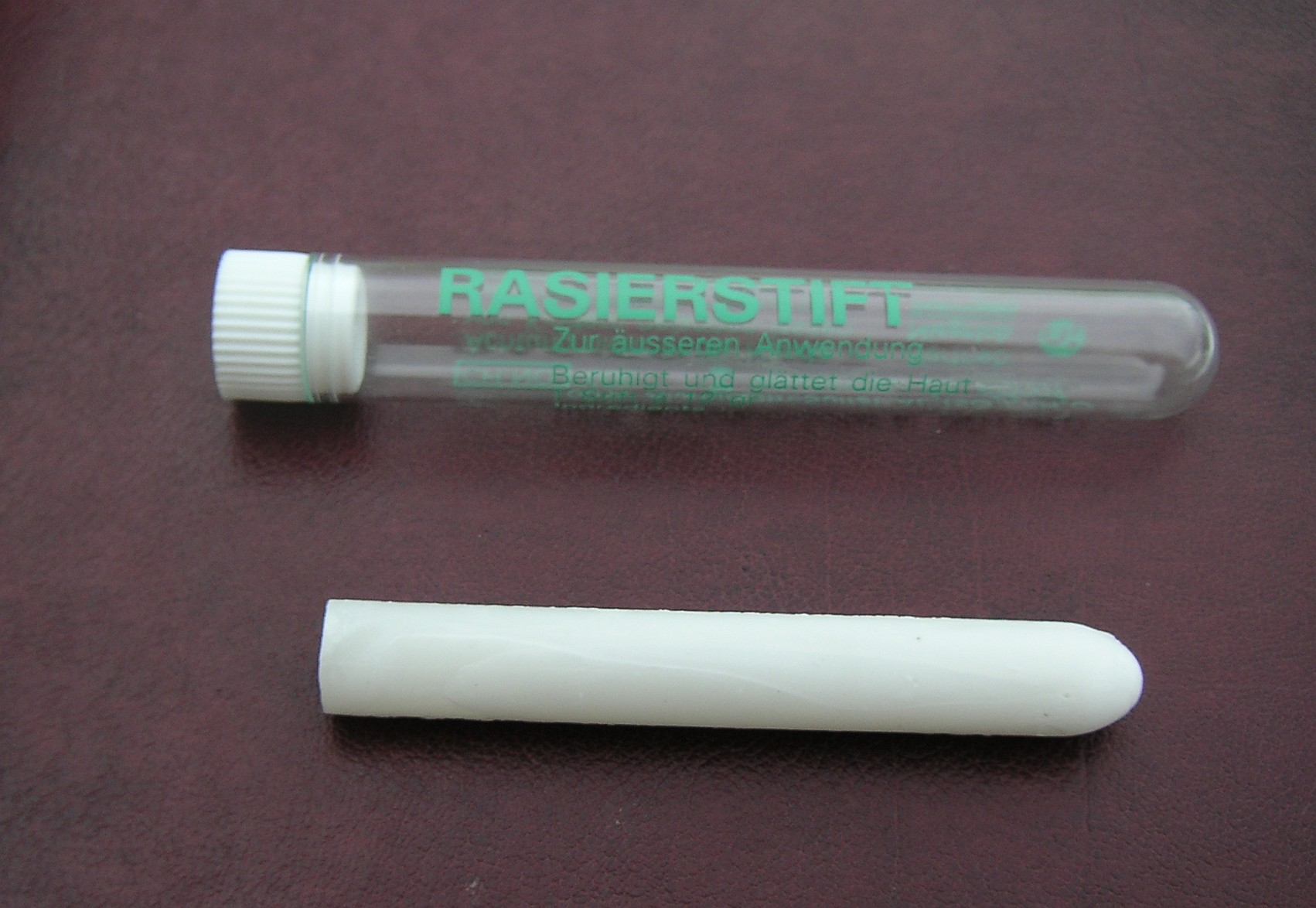
Kamenec jako přípravek na poranění pokožky při holení

- kamenec amonno-hlinitý – NH4Al(SO4)2 · 12H2O
- kamenec draselno-hlinitý – KAl(SO4)2 · 12H2O (označovaný i jednoduše kamenec, síran hlinitodraselný)
- kamenec draselno-chromitý – KCr(SO4)2 · 12H2O
- kamenec amonno-železitý – NH4Fe(SO4)2 · 12H2O (barevný indikátor v argentometrii a merkurimetrii)